# Joseph Forte
Joseph Forte (Atlanta, 23 de março de 1981) é um jogador norte-americano de basquete profissional que atuou na  National Basketball Association (NBA). Foi o número 21 do Draft de 2001.